# Kabaktepe (Kozan)
Kabaktepe ist ein Ortsteil (Mahalle) im Landkreis Kozan der türkischen Provinz Adana mit 39 Einwohnern (Stand: Ende 2024). Im Jahr 2011 zählte Kabaktepe 63 Einwohner.

## Persönlichkeiten
- Remzi Oğuz Arık, türkischer Archäologe und Politiker